# Concerto per Milano - Le più belle canzoni milanesi dall'800 ai nostri giorni
Nanni Svampa dal vivo Concerto per Milano. le più belle canzoni milanesi dall'800 ai nostri giorni è un album di Nanni Svampa del 1991 uscito anche su compact disc per "morerecord dv" 

## Tracce
1. Meditaziòn del temp passaa
2. Canzone del muratore
3. El ridìcol del matrimòni
4. In libertà ti lascio
5. La gagarella del Biffi Scala
6. Quand sonaa i campàn
7. Ma mì
8. L'era tàrdi
9. La vocaziòn
10. Piazza fratelli Bandiera
11. Al mercaa de Porta Romana
12. Canzon per el rotamatt
13. La dòna de 150 frànch
14. C'è chi c'ha l'hobby
15. Il solito colore
16. La Cesira
17. Ringraziamenti